# Burmeistera formosa
Burmeistera formosa är en klockväxtart som först beskrevs av Franz Elfried Wimmer, och fick sitt nu gällande namn av Jeppesen. Burmeistera formosa ingår i släktet Burmeistera och familjen klockväxter. IUCN kategoriserar arten globalt som otillräckligt studerad.
Artens utbredningsområde är Ecuador. Inga underarter finns listade i Catalogue of Life.